# Cyclisme aux Jeux olympiques d'été de 1932
Navigation
Amsterdam 1928 Berlin 1936
Aux Jeux olympiques d'été de 1932, il existe deux disciplines de cyclisme : le cyclisme sur piste, le cyclisme sur route.

## Résultats
| Podiums                       |                                                                   |                                                                        |                                                                               |
| Route                         |                                                                   |                                                                        |                                                                               |
| Course sur route individuelle | Attilio Pavesi                                                    | Guglielmo Segato                                                       | Bernhard Britz                                                                |
| Course par équipes            | Italie Giuseppe Olmo Attilio Pavesi Guglielmo Segato              | Danemark Henry Hansen Leo Nielsen Frode Sørensen                       | Suède Arne Berg Bernhard Britz Sven Höglund                                   |
| Piste                         |                                                                   |                                                                        |                                                                               |
| Kilomètre                     | Dunc Gray                                                         | Jacobus van Egmond                                                     | Charles Rampelberg                                                            |
| Vitesse individuelle          | Jacobus van Egmond                                                | Louis Chaillot                                                         | Bruno Pellizzari                                                              |
| Tandem                        | France Louis Chaillot Maurice Perrin                              | Grande-Bretagne Ernest Chambers Stanley Chambers                       | Danemark Harald Christensen Willy Gervin                                      |
| Poursuite par équipes         | Italie Paolo Pedretti Nino Borsari Marco Cimatti Alberto Ghilardi | France Henri Mouillefarine Paul Chocque Amédée Fournier René Le Grevès | Grande-Bretagne Frank Southall William Harvell Charles Holland Ernest Johnson |

## Tableau des médailles
| Rang | Nation          | Or | Argent | Bronze | Total |
| ---- | --------------- | -- | ------ | ------ | ----- |
| 1    | Italie          | 3  | 1      | 1      | 5     |
| 2    | France          | 1  | 2      | 1      | 4     |
| 3    | Pays-Bas        | 1  | 1      | 0      | 2     |
| 4    | Australie       | 1  | 0      | 0      | 1     |
| 5    | Danemark        | 0  | 1      | 1      | 2     |
| 5    | Grande-Bretagne | 0  | 1      | 1      | 2     |
| 7    | Suède           | 0  | 0      | 2      | 2     |